# エイル (ソマリア)
エイル（またはイール, 英: Eyl）はソマリア東部、プントランド南部の海沿いにある町。主な住民はソマリ族ダロッドのマジェルテーン氏族とリールケース氏族 (Leelkase) 。
エイルはハフーン半島の基部にありハフーン岬 (Hafun) にも近い。古代からインド洋交易の拠点であり、漁業が盛んな地域であるが、ソマリア国内で2004年のスマトラ島沖地震による死傷者が最も多かった地域でもある。近年、ソマリア海賊の2大拠点のひとつになっている。

## 歴史
1899年からイタリアの植民が始まり、また同年サイイド･ムハンマド･アブドゥラー･ハッサンがダラーウィーシュ国を建国し、1905年から1909年までは、ダラーウィーシュ国の首都であったが、1910年から２年間は首都は不明である。1913年から1920年からは、タレーに遷都している。その後イタリア領ソマリランドに支配され、第二次世界大戦後は連合国の支配下にあったが、1950年からソマリアの独立まではイタリア信託統治領ソマリアとされ、1960年からソマリアとして独立した。しかし、ソマリア内戦により現在は名目上はソマリアの都市だが、実効支配しているのはプントランドである。

## ソマリア海賊
2008年以降、エイルはソマリア沖の海賊の拠点 (Pirate utopia) になっており、10隻以上の船がここに拘留されている。内戦状態にあるこの地域では海賊は重要な収入源のひとつになっている。プントランド政府も、自身が海賊取締りに対して無力であることを認めている。フランス軍司令部も、人質がエイルに連れ去られてからでは救出は極めて困難であるとして、海賊の捕虜となったフランス水兵2名をここに連れ去られる前に奪還したことがある。2008年末までにエイルの海賊が得た身代金は約29億円と見られる。
2009年3月18日、国際連合事務総長のパン・ギムンは、ソマリア海賊の主な拠点はエイルとムドゥグの2箇所であることを明らかにした。